# 세교 데시앙포레
세교 데시앙포레(영어:  Segyo DESIAN Foret
)은 대한민국 경기도 오산시 금암동에 위치한 대규모 아파트 단지이다. 2010년에 완공하였다. 19개동, 1,060세대이다. 원래 처음 명칭은 LH 오산세교 금암마을 휴먼시아 데시앙 6단지이였으나, 다시 오산세교 금암마을 데시앙 6단지 로 변경되었다가, 2021년에 지금의 명칭으로 변경되었다. 특이한 점은 618동과 619동은 2층이라는 점이다. 2층은 아파트 층수로 인정이 안되기 때문에, 601~617동은 아파트 구간, 618/619동은 주택 구간이라고 한다.
버스로는 오산202번, 7번 등이 있으며 수도권전철 1호선 병점역과 세마역을 이용하기 편리하다.